# Lockgräsmossa
Lockgräsmossa (Brachythecium geheebii) är en bladmossart som beskrevs av Carl August Julius Milde 1869. Enligt Catalogue of Life ingår Lockgräsmossa i släktet gräsmossor och familjen Brachytheciaceae, men enligt Dyntaxa är tillhörigheten istället släktet gräsmossor och familjen Brachytheciaceae. Enligt den svenska rödlistan är arten starkt hotad i Sverige. Arten förekommer i Svealand. Artens livsmiljö är skogslandskap. Inga underarter finns listade i Catalogue of Life.